# بيت كاريتاس أوزوالد تشيونغ الدولية

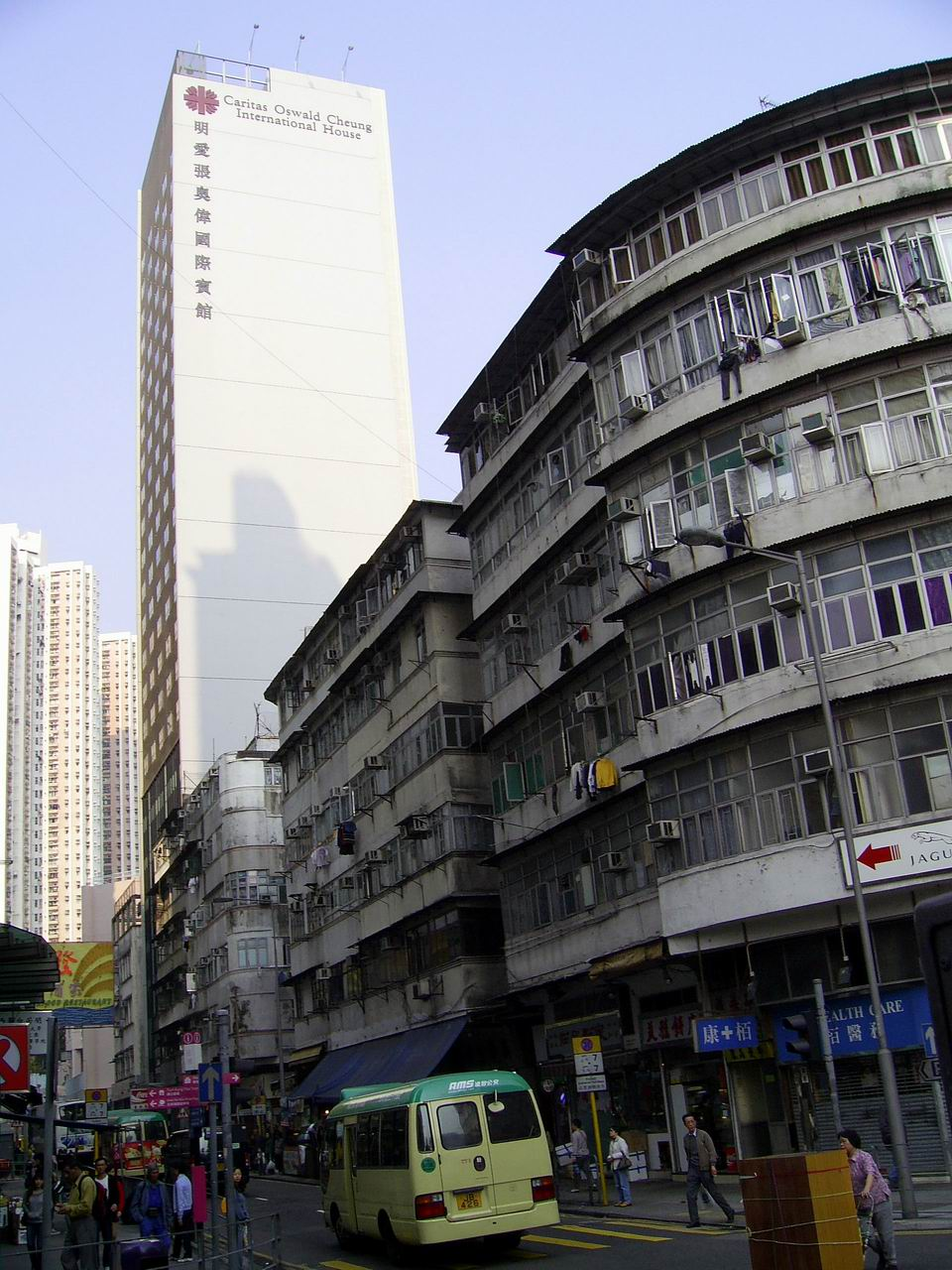
بيت كاريتاس أوزوالد تشيونغ الدولية (يسار).

بيت كاريتاس أوزوالد تشيونغ الدولية (بالصينيّة: 明愛張奧偉國際賓館) في هونغ كونغ ودار الضيافة التي تديرها المجموعة كاريتاس والفندق هو مشروع لخدمة الضيافة كاريتاس هونغ كونغ في مدينة أبردين هونغ كونغ و قد حصلت بيت كاريتاس أوزوالد تشيونغ الدولية مراجعات إيجابية من العملاء و أحدثت تغييرا ملحوظا في الكتاب المسافر.

## التاريخ
بيت كاريتاس أوزوالد تشيونغ الدولية هونغ كونغ فتحت أبوابها للشعب في 20 أكتوبر في العام 2006 و تلقى الفندق اسمها في ذاكرة أواخر أوزوالد الجاز وانتهت بنجاح و ذلك بفضل تمويل سخي من تشانغ أسرة وي تجاه الجماعة كاريتاس.

## الموقع
و يقع بيت كاريتاس أوزوالد تشيونغ الدولية على مقربة من واحدة من أقدم ميناء الصيد في هونغ كونغ تين وان و أبردين و على طول الساحل الجنوبي لجزيرة هونغ كونغ و قد كفل النقل العام المتكرر جيئة ذهابا من الفندق إلى أجزاء كبيرة من هونغ كونغ سفر مريح و أيضا المدرب المطار من مطار هونغ كونغ الدولي متاح للانتقال إلى الفندق.

## معالم سياحيه
وتشمل مناطق الجذب السياحي القريبة من ساحل البحر و مطعم جامبو العائمة و حديقة المحيط هونغ كونغ والشواطئ على طول الساحل الجنوبي من الجزيرة و ما إلى ذلك كاريتاس أوزوالد تشيونغ الدولية في مجلس النواب هو 50 دقيقة بالسيارة من المطار، والقريبة من المدن وسعها كما أن يزوره.